# Mała cyrkwa
Mała cyrkwa (bułg. Мала църква) – wieś w Bułgarii, w obwodzie sofijskim, w gminie Samokow. Według danych szacunkowych Ujednoliconego Systemu Ewidencji Ludności oraz Usług Administracyjnych dla Ludności, 15 grudnia 2018 roku miejscowość liczyła 373 mieszkańców.

## Historia
Według historyka z początku XX wieku Wasiła Mikowa, miejscowość powstała po osiedleniu przez Osmanów serbskich górników, którzy zostali przesiedleni z centralnej części Serbii.